# Tobias Lütke

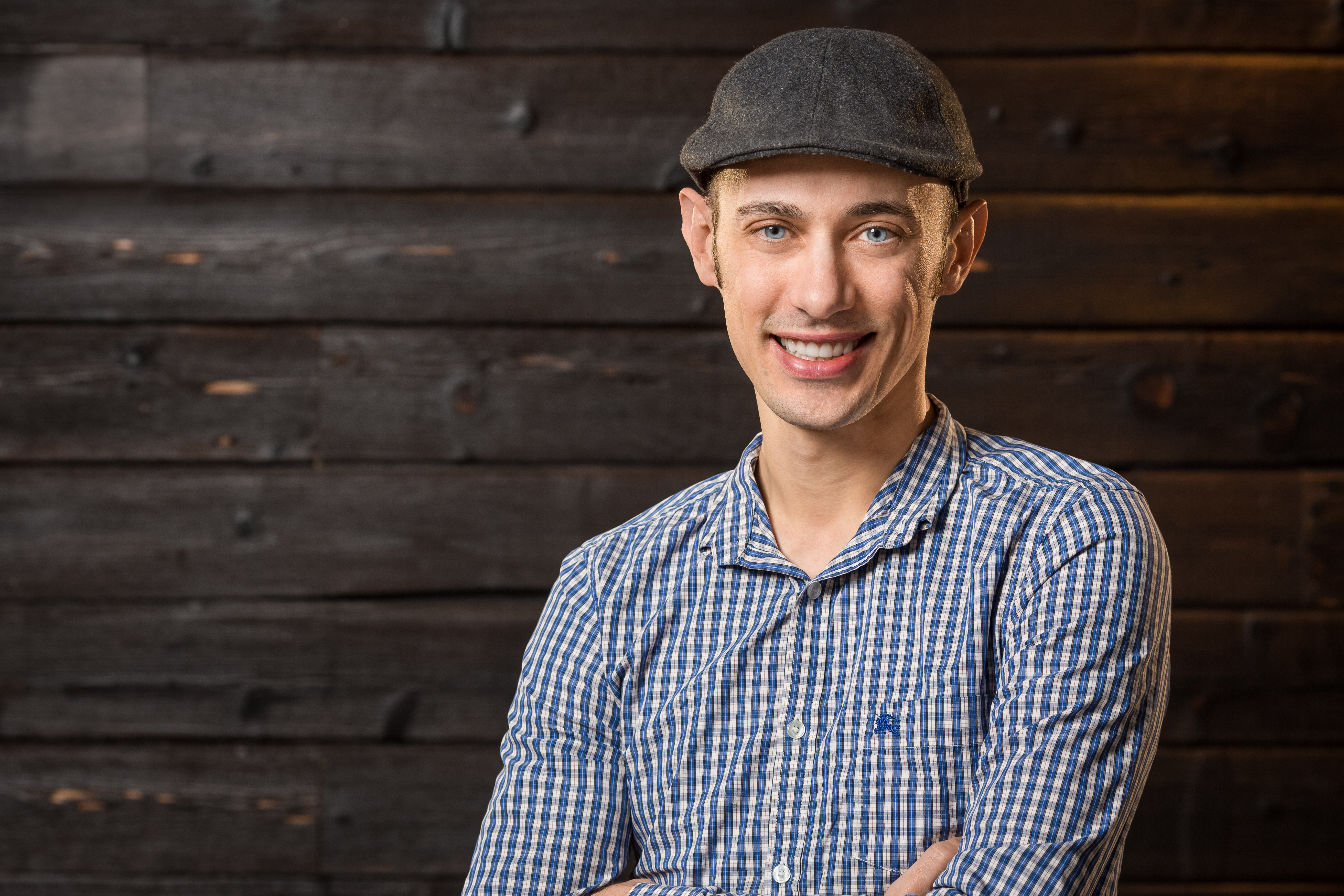
Tobias Lütke (2015)

Tobias Lütke (* 1981 in Koblenz) ist ein deutsch-kanadischer Unternehmer, Mitbegründer und CEO von Shopify. Lütke war außerdem Teil des Kernteams der Software Ruby on Rails und programmierte Open-Source-Bibliotheken wie Active Merchant.

## Kindheit und Jugend
Lütke erhielt im Alter von sieben Jahren einen Schneider CPC von seinen Eltern. Auf ihm lernte er zu programmieren, indem er im Alter von 11 oder 12 Jahren Spielelistings für den Commodore 64 so umschrieb, dass sie auf seinem Computer liefen. Er machte auch erste Erfahrungen mit Hardware-Modifikationen. Lütke verließ das Gymnasium nach der zehnten Klasse mit einem Realschulabschluss; er war (laut Eigenaussage) „ein miserabler Schüler“. Danach begann er eine Ausbildung als Fachinformatiker bei der Koblenzer Büro-Organisations-GmbH, einer Siemens-Tochtergesellschaft. 2002 wanderte er von Deutschland nach Kanada aus.

## Karriere
2004 startete Lütke mit seinen Partnern Daniel Weinand und Scott Lake den Onlineshop Snowdevil, mit dem er aus einer Garage heraus Snowboards vertrieb. Als ausgebildeter Programmierer entwickelte er dazu eine eigene E-Commerce Plattform basierend auf Ruby on Rails. Wenig später entschieden die Snowdevil-Gründer, ihren Fokus von Snowboards hin zu elektronischen Handelsplattformen zu verschieben. Daraus entstand die elektronische Handelsplattform Shopify, die im Jahr 2006 gestartet wurde.
Laut eigener Aussage hätte er Shopify in den ersten Jahren „beinahe abgewürgt“, da er bei Investitionen in das Unternehmen nur auszugeben gedachte, was an Unternehmenskapital und Eigenvermögen vorhanden war.
Im Jahr 2008 suchte er nach Investoren im Silicon Valley. Doch waren manche Angebote daran geknüpft, dass Shopify ins Valley umzieht, was Lütke ablehnte, da ihn die Mono-(Unternehmens)kultur dort störte.
Im Jahr 2010 rief Lütke einen Wettbewerb aus, um Shopify bekannter zu machen. Derjenige angehende Unternehmer auf seiner Plattform, der den höchsten Umsatz in zwei aufeinanderfolgenden Monaten erzielen würde, sollte ein MacBook Pro erhalten. Lütkes Freund, der Autor Tim Ferriss, überzeugte ihn, das Preisgeld auf 100.000 Dollar zu erhöhen. Der Wettbewerb brachte 1400 neue Händler auf die Plattform und gab Shopify einen starken Wachstumsschub.
Das Magazin Profit listete Lütke im Jahr 2012 auf seiner Liste The Fabulous 30. Die kanadische Tageszeitung The Globe and Mail bezeichnete ihn im November 2014 als „CEO des Jahres“. Bis September 2016 nutzten über 300.000 Händler die Shopify-Plattform und wickelten darüber seit 2006 Käufe im Wert von über 20 Milliarden US-Dollar ab.
Im September 2019 kaufte Lütke die Robotikfirma 6 River Systems für 450 Millionen Dollar, um die Warenlager von Shopify zu automatisieren.
Lütke ist Teilnehmer der Bilderberg-Konferenz 2022 in Washington, D.C.

## Vermögen
Wie Forbes 2024 hervorhob, hat Lütke ein Nettovermögen von 6,9 Milliarden US-Dollar. Damit belegt er Platz 398 auf der Forbes-Liste der reichsten Menschen der Welt und Platz 8 der reichsten Kanadier. Er besitzt (Stand Mai 2021) 6,1 Prozent Anteile an Shopify und war somit größter Aktionär.

## Privates
Tobias Lütke ist (Stand August 2020) verheiratet und hat drei Kinder.
Tobias Lütke hat eine Lese-Rechtschreib-Schwäche.
Am 30. Oktober 2019 spendete Lütke 1.000.001 US-Dollar an die Spendenkampagne Team Trees, einer Spendenaktion von MrBeast, Mark Rober und der Arbor Day Foundation zugunsten von Baumpflanzprojekten, womit er einen Dollar mehr spendete als Elon Musk. Am 1. November 2021 spendete er zudem 1.200.001 US-Dollar an die Spendenkampagne Team Seas zugunsten von Meeressäuberungsprojekten, welche ebenfalls eine Spendenaktion von MrBeast und Mark Rober war.

## Statistik

### Sebring-Ergebnisse
| Jahr | Team           | Fahrzeug | Teamkollege              | Teamkollege     | Platzierung | Ausfallgrund |
| ---- | -------------- | -------- | ------------------------ | --------------- | ----------- | ------------ |
| 2025 | Era Motorsport | Oreca 07 | David Heinemeier Hansson | Kakunoshin Ohta | Ausfall     | Unfall       |